# Adele Watson
Adele Watson (* 3. Januar 1890 in Minnesota; † 27. März 1933 in Los Angeles, Kalifornien) war eine US-amerikanische Schauspielerin.

## Leben
Die 1,70 Meter große Schauspielerin trat seit der Stummfilmzeit, spätestens seit 1922 in etwa 30 Filmen auf, im Allgemeinen in Nebenrollen. Einigen Bekanntheitsgrad haben unter ihren Filmrollen die Auftritte als Mrs. Doyle in dem James-Cagney-Film Der öffentliche Feind (1931, von Regisseur William A. Wellman), sowie der als Annie in der Laurel-und-Hardy-Tonfilmkomödie Die Teufelsbrüder. Häufig verkörperte sie Frauen der Arbeiterklasse in schwierigen Situationen.
1933 starb Adele Watson, nur 43 Jahre alt geworden, an doppelseitiger Lungenentzündung.

## Filmografie (Auswahl)
- 1925: Welcome Home
- 1929: Blue Skies
- 1929: This Thing Called Love
- 1931: Der öffentliche Feind (The Public Enemy)
- 1931: Street Scene
- 1931: Arrowsmith
- 1932: Einsame Herzen (The Purchase Price)
- 1932: Die Teufelsbrüder (Pack Up Your Troubles)
- 1932: Three on a Match